# 1996 год в истории метрополитена
В этой статье перечисляются основные  события из истории метрополитенов в 1996 году. Полужирным шрифтом выделены открытия новых транспортных систем.

## События
- 28 марта — открыт Тайбэйский метрополитен.
- 26 октября — открыты 2 станции Мюнхенского метрополитена: «Хазенбергль» и «Фельдмохинг». В Мюнхене теперь 80 станций.
- 25 декабря — открыты станции Московского метрополитена «Люблино», «Братиславская» и «Марьино».
- 26 декабря — на подъездном пути рядом с депо открыта станция Ереванского метрополитена «Чарбах».
- 30 декабря — открыт пятый участок Сырецко-Печерской линии Киевского метрополитена длиной 3,1 км со станцией «Лукьяновская».

## Происшествия
| Дата          | Метро                      | Погибли | Пострадали | Описание |
| ------------- | -------------------------- | ------- | ---------- | --- |
| январь        | Московский метрополитен    | 0       | 0          | Машинист Корнилов, следуя из депо «Владыкино» на Серпуховско-Тимирязевскую линию, уснул при управлении поездом. Неуправляемый поезд пробил стену депо и выехал на улицу, головной вагон оказался на улице. При разбирательстве ЧП пытались обвинить машиниста в том, что он был пьян. Однако причиной инцидента являлось то, что один машинист выполняет работу за нескольких человек, и график работы, при котором машинисты не высыпаются. |
| февраль       | Московский метрополитен    | 0       | 0          | Из-за неисправности электросистемы загорелся поезд на станции |
| март          | Московский метрополитен    | 0       | 0          | Из-за короткого замыкания на перегоне загорелся силовой кабель, в результате произошло задымление тоннеля и станций |
| 11 июня       | Московский метрополитен    | 4       | 16         | Второй теракт в истории Московского метро. Примерно в 21.10 — 21.15 в вагоне поезда на перегоне «Тульская» — «Нагатинская» Серпуховско-Тимирязевской линии сработало самодельное взрывное устройство. |
| 3 декабря     | Парижский метрополитен     | 4       | 86-170     | ??? |
| 18-19 декабря | Петербургский метрополитен | 0       | 1          | Теракт в Петербургском метрополитене в поезде метро, следовавшем от станции «Площадь Ленина» к станции «Выборгская» в Санкт-Петербурге. В результате теракта один пассажир получил контузию и ранения осколками стёкол и был госпитализирован. Данный теракт является первой террористической атакой в постсоветском Санкт-Петербурге |